# Adolf-Ernst Meyer
Adolf-Ernst Meyer (* 6. Dezember 1925 in Zürich; † 23. Dezember 1995 in Hamburg) war ein Schweizer Mediziner (Internist).

## Leben
Adolf-Ernst Meyer, Sohn von Georgette Meyer, geborene von Rotz, und des Ingenieurs Adolf Meyer, studierte von 1945 bis 1952 Medizin in Zürich und Paris und wurde zum Dr. med. promoviert. Bei Gustav Bally und Manfred Bleuler unterzog er sich einer Ausbildung zum Psychoanalytiker und zum Nervenarzt. Im Jahr 1961 habilitierte er sich für Innere und Psychosomatische Medizin und begann seine Lehrtätigkeit in Hamburg. Nach einem Studium der Psychologie wurde er 1970 in Konstanz zum Dr. rer. soc. promoviert. Im selben Jahr heiratete er Almuth Kittel. Von 1966 bis zur Emeritierung 1992 lehrte er als Professor für Innere und psychosomatische Medizin in Hamburg. 1973 war er ordentlicher Professor für Psychosomatik und Psychotherapie geworden. Er war in Hamburg zudem Direktor der Abteilung Psychosomatik und Psychotherapie der dortigen Medizinischen Universitätsklinik.

## Schriften (Auswahl)
- Psychische Störungen bei Addison’scher Krankheit. Dissertation. Universität Zürich, 1954, DNB 570902959.
- Zur Endokrinologie und Psychologie intersexueller Frauen. Psychosomatische Beiträge zum nicht-symptomatischen Hirsutismus. Mit 15 Tabellen. Habilitationsschrift. Universität Hamburg, 1961 (Auch im Buchhandel als: Beiträge zur Sexualforschung. Heft 27, Stuttgart 1963).
- Thure von Uexküll zum 80. Geburtstag 15. März 1988. Urban & Schwarzenberg, München 1988.
- mit Bernhard Strauß (Hrsg.): Psychoanalytische Psychosomatik. Theorie, Forschung und Praxis. Schattauer, Stuttgart/New York 1994, ISBN 978-3-7945-1644-5.
- mit Elfriede Jelinek, Jutta Heinrich: Sturm und Zwang. Schreiben als Geschlechterkampf. Klein, Hamburg 1995, ISBN 3-89521-025-0.
- mit Lutz Bernau: Das grosse Akupressur-Buch. Schmerzfrei ohne Tabletten. Ehrenwirth, München 1996, ISBN 3-431-02421-1.
- Zwischen Wort und Zahl. Psychosomatische Medizin und Psychotherapie als Wissenschaft. Ausgewählte Schriften. Hrsg.: Friedrich-Wilhelm Deneke. Vandenhoeck und Ruprecht, Göttingen 1998, ISBN 3-525-45828-2.
- mit Ulrich Lamparter (Hrsg.): Pioniere der Psychosomatik Beiträge zur Entwicklungsgeschichte ganzheitlicher Medizin. Asanger, Heidelberg 1994, ISBN 978-3-89334-239-6.
- Hrsg.: Jores praktische Psychosomatik Einführung in die psychosomatische und psychotherapeutische Medizin. Huber, Bern 1996, ISBN 978-3-456-82104-7.
- Meyer, Adolf-Ernst. In: Walter Habel (Hrsg.): Wer ist wer? Das deutsche Who’s who. 24. Ausgabe. Schmidt-Römhild, Lübeck 1985, ISBN 3-7950-2005-0, S. 836.